# Caposaldo Rochemolles
Il caposaldo Rochemolles era una fortificazione situata nel comune di Bardonecchia, (TO) e di cui rimangono resti importanti.
Composto da opere diverse e di diverse dimensioni, venne costituito tra il 1939 ed il 1941 a monte del Lago di Rochemolles per difendere il territorio da un'eventuale invasione francese proveniente da quella valle. Si compone di tre centri 200 (i Centri 62,63 e 64), sei postazioni 7000 (le Postazioni 60, 61, 62 bis, 65, 66, 67), da due casermette (Casermette LX e LXI) e due bivacchi (Bivacchi LXII e LXIII).

## Pianta
Le fortificazioni vennero edificate in previsione di una possibile invasione da parte della Francia nella conca di Bardonecchia tramite i passi della zona di Rochemolles; tutte le opere erano di minore importanza alle altre del settore di Bardonecchia, ma non per questo meno equipaggiate o fornite di uomini. Erano dotate di mitragliatrici (da 1 a 3 per opera) in grado di battere tutti i sentieri e le mulattiera presenti nella zona.

### Centro 62
È un'opera costruita in base alla "Circolare 200" e completata agli inizi del 1939; era composta da un ingresso principale dal quale si accedeva ad un lungo corridoio principale privo del rivestimento in calcestruzzo. Lungo questo corridoio, che è a 3 livelli di altezza collegati tra di loro da scale interne (basso, alto ed intermedio) si trovavano un vano ventilazione ed uno per il gruppo elettrogeno ed al suo termine si aprivano le tre casematte (anch'esse poste su livelli diversi) per le 3 mitragliatrici, tutte e 3 dotate di riservetta; tra la postazione 2 e la 3 vi era l'uscita di sicurezza (o secondaria) dell'opera. Questa, cosa particolare, è sprovvista del locale di ricovero del personale ed ha pianta interna L con il lato più lungo parallelo alla valle.
L'opera era collegata alla sponda destra del lago tramite una teleferica militare, aveva una capacità di 15 uomini ed era sita a quota 2 040 m s.l.m., poco più in alto della sponda destra del lago.

### Centro 63
Anche questa è un'opera costruita in base alla "Circolare 200", completata nel 1939 e composta da un ingresso principale (affiancato da una nicchia profonda che somiglia ad una falsa porta) che dà accesso ad un corridoio; lungo questo si aprono i locali "tecnici" quali quello di ventilazione e del generatore elettrico ed un corridoio che porta all'ingresso secondario dell'opera (presso il quale vi è una postazione campale di forma circolare in pietra. Al termine del corridoio principale si aprono le due riservette per le due mitragliatrici di cui era dotata l'opera e, a livelli superiori, le due casematte per le armi. Le casematte sono in calcestruzzo non completamente mimetizzato all'esterno da pietre ma da vernice mimetica.
All'inizio della trincea che conduce all'ingresso principale dell'opera vi era una costruzione in pietra che, probabilmente, fungeva da corpo di guardia dell'opera: questa è sita a 2 005 m s.l.m. ed aveva a disposizione 10 uomini. Anch'essa, come la precedente, non aveva i locali per il ricovero delle truppe ma, a differenza della 62, aveva le parti interne rivestite da calcestruzzo.

### Centro 64
Come le altre due, è un'opera approntata in base alla "Circolare 200", formata da un ingresso principale sito al termine di una breve trincea; questo dà adito al corridoio principale lungo il quale si aprono i locali tecnici, il vano per il ricovero della truppa, i corridoi per la casamatta della prima mitragliatrice, quello per l'ingresso secondario e la casamatta per la seconda e terza mitragliatrice. Anche in questo caso l'ingresso principale era affiancato da una nicchia cieca nella quale vi era lo sfiato dell'impianto di ventilazione. Anche in questo caso le 3 mitragliatrici erano poste a livelli superiori rispetto all'interno dell'opera e tutte e tre erano dotate di una (o 2, come per la prima mitragliatrice) riservette munizioni. Le mitragliatrici 2 e 3 erano poste nello stesso malloppo binato, mentre la 1 era a sé stante.
L'interno dell'opera (sita a 2 540 m s.l.m.) era interamente rivestito di calcestruzzo e, a differenza delle altre 2 opere simili, aveva il locale per il ricovero dei 25 uomini di truppa. Anche questa opera era collegata con le sponde del lago da una teleferica militare.

### Postazioni
Le sei postazioni militari site nei dintorni del lago di Rochemolles sono state costruite in base alla Circolare 7000: erano tutte in calcestruzzo e con cuoni mimetismi (alcune mimetizzate da grangia o da pietraia). Ciascuna postazione aveva in dotazione una mitragliatrice Fiat Mod. 14/35 installata sul suo treppiede per battere un tratto non coperto dalle opere maggiori.
Erano numerate Postazioni 60, 61, 62 bis, 65, 66 e 67, ed erano site a differenti quote d'altitudine.

### Ricoveri

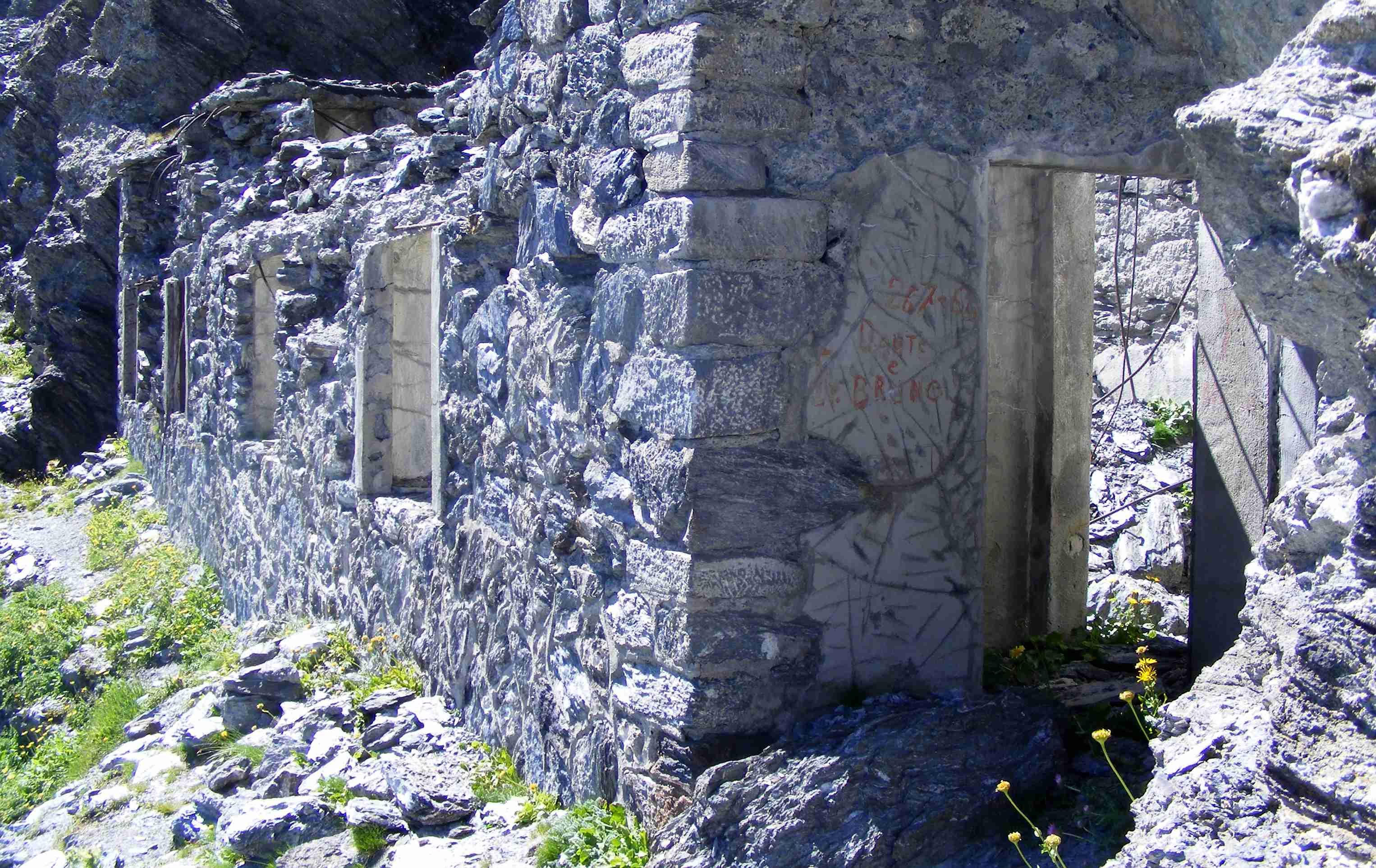
Quanto resta del ricovero del Colle della Pelouse

Al Caposaldo Rochemolles facevano capo anche due caserme e due ricoveri: Casermetta LX, Casermetta LXI, Bivacco LXII e Bivacco LXIII: tutte queste opere erano state iniziate a costruire nel 1939 ma, le ultime 3, non videro mai l'ultimazione dei lavori di costruzione.
La Casermetta LX è sita a quota 2 005 m s.l.m. su di uno spiazzo al di sopra della Strada militare Bardonecchia - Rochemolles poco oltre il canalone del Rio Almiane e poteva contenere fino a 30 uomini in una struttura ad un unico piano suddivisa in camerate e locali "tecnici"
La Casermetta LXI si trova a quota 2 460 m s.l.m. lungo il sentiero che sale verso Cima Gardiora: è una costruzione che, secondo i progetti, poteva ospitare 20 uomini. I lavori di costruzioni iniziarono nel 1939, furono interrotti poco dopo, ripresero nel 1941 ma non vennero portati alla fine.
Il Bivacco LXII, anch'esso iniziato a costruire nel '39, ripreso nel '41 ma mai portato a compimento, si trova sotto la Cima Gardiora lungo il sentiero che sale dal canalone del Rio Costalunga.
Il Bivacco LXIII, sito a quota 2 797 m s.l.m. vicino al Colle della Pelouse partendo dal lago di Rochemolles, era una costruzione che poteva ospitare fino a 20 uomini costruita nel 1939 ed era collegato alla Casermetta LXI da un sentiero.

## Le fortificazioni oggi
Al termine della seconda guerra mondiale, in base all'art. 47 del trattato di pace, tutte le opere site a meno di 20 km dal confine italo-francese dovevano essere distrutte, tuttavia vista la vicinanza del bacino idroelettrico di Rochemolles nessuna delle opere del Caposaldo Rochemolles venne demolita.
Tutte le parti metalliche, le porte stagne, gli armamenti ed i macchinari vennero asportati dalle varie opere, tuttavia, data la loro recente costruzione al momento della dismissione, le parti in calcestruzzo e muratura sono ancora in buone condizioni. I muretti a secco di ingresso alle trincee delle opere sono per la maggior parte diroccate, tuttavia gli interni sono visitabili (pur se con molta cautela).
La caserma LX è attualmente diventata una colonia estiva della città di Torino (conseguentemente non visitabile) mentre le uniche opere ruderate (in parte anche grazie al fatto che non vennero mai completate) sono le Casermette LXI ed i Bivacchi LXII e LXIII. Le Postazioni 60 e 61 sono irraggiungibili in quanto i sentieri per raggiungerle sono franati o sommersi da pietri e detriti naturalmente diruti.